# Charles Dixon
Charles Percy Dixon (Grantham, 7 de fevereiro de 1873 — Londres, 7 de abril de 1939) foi um tenista britânico. Foi quatro vezes medalhista olímpico com ouro em duplas mistas indoor, com Edith Hannam. Também foi líder na campanha vitoriosa na Copa Davis de 1912.